# Wii Sports
Wii Sports (japanski: Wii スポーツ Wī Supōtsu) ime je za videoigru za igraću konzolu Nintendo Wii, koja je bila izdana 2006. godine prilikom izlaska konzole na tržište SAD-a, dok na drugim tržištima ova igra se pojavila mjesec dana poslije izlaska konzole. Igra simulira pet sportova i rabi sposobnosti Wii upravljača. U njoj se mogu igrati športovi poput tenisa, bejzbola, boksa, kuglanja i golfa.
Wii Sports je dobio dobre kritike i dobio je niz nagrada. Do kraja 2017. prodana je u više od 82 milijuna primjeraka, najprodavanija je igra na jednoj platformi svih vremena i četvrta najbolja u cjelini. Wii Sports prikazan je na televiziji u Wii reklamama, vijestima kao i drugim programima. Igra je postala popularno sredstvo za druženja i natjecanja među igračima različitih dobnih skupina. Nastavak, Wii Sports Resort, objavljen je 2009. godine, dok je remake visoke definicije, Wii Sports Club, objavljen 2013. za Wii U.